# کاووسیه (تهران)
محله کاووسیه محله ای در ناحیه ۶ منطقه ۳ تهران است. مساحت این محله ۳۷۶ هکتار است.محله کاووسیه از شمال به خیابان ظفر از جنوب به بزرگراه همت و از شرق به اتوبان مدرس و از غرب به خیابان ولیعصر منتهی می‌شود.
بر اساس سرشماری جمعیت کل افراد ساکن محله ۲۱۰۳۷ نفر است که شامل تعداد ۱۰۲۲۲ مرد و تعداد ۱۰۸۲۷ زن می باشد.